# Chicken McNuggets

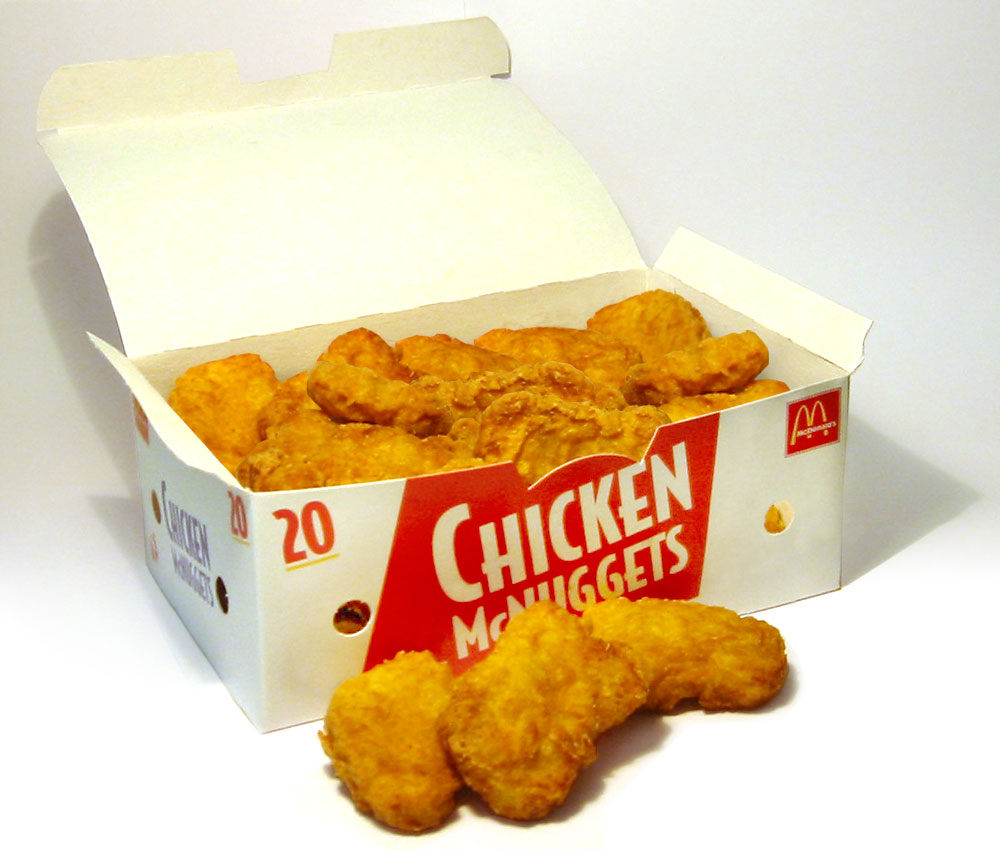
En låda med 20 bitar Chicken McNuggets

Chicken McNuggets (lanserad 1983) är en varumärkesskyddad snabbmatsprodukt bestående av panerade kycklingbitar från restaurangkedjan McDonald’s.

## Produktbeskrivning
Chicken McNuggets består av små bitar panerade kycklingbröstfiléer. De serveras i lådor om 4, 6, 9 (10 i USA) eller 20 stycken bitar. I Nya Zeeland och Australien säljs även lådor om 3 stycken som tillval till Happy Meal och Tick Healthy Meal, godkända av den oberoende välgörenhetsorganisationen National Heart Foundation of Australia. Till Chicken McNuggets kan även köpas någon av dipsåserna Barbeque, Curry, Bearnaise, Cheddar, Garlic, Hot Chili, McFeast, ketchup, tryffelmajonnäs, eller sötsur sås.

## Innehållsdeklaration
| Portion                    | 6 Pack (111 g) |
| Energi                     | 1111 (kJ)      |
| Protein                    | 18 g           |
| Kolhydrat, totalt          | 19 g           |
| Kolhydrat i form av socker | 0 g            |
| Fett, totalt               | 14 g           |
| Mättat fett                | 2 g            |
| Kostfiber                  | 1 g            |
| Salt                       | 1,3 g          |

Chicken McNuggets innehåller (9 oktober 2010) följande ingredienser:
- kycklingkött (52 %)
- salt (natriumklorid)
- aromämnen
- kryddextrakt
- panering:
  - vetemjöl
  - majsmjöl
  - vegetabilisk olja
  - modifierad majsstärkelse
  - modifierad tapiokastärkelse
  - salt (natriumklorid)
  - äggalbumin
  - bakpulver E450 (natriumdifosfat) och E500 (natriumvätekarbonat)
  - E341 (trikalciumdifosfat)
  - socker, svartpeppar
  - selleri
  - vatten
  - potatisstärkelse